# Charles Rollier
Pour les articles homonymes, voir Rollier (homonymie).
Charles Rollier est un artiste-peintre né à Milan (Italie) en 1912 et mort à Genève (Suisse) en 1968.

## Biographie
Charles Rollier naît à Milan en 1912, d’une famille d'industriels milanais de confession protestante Vaudois du Piémont (membres de l'Église vaudoise). Sa formation artistique commence en 1930 à l’Académie des beaux-arts de Brera. Au printemps 1934, Rollier fuit l’Italie fasciste et s’installe à Bâle, en Suisse, où il rencontre Georg Schmidt, conservateur du Kunsthaus de Bâle qui lui présente des peintres bâlois, dont Coghuf (Ernst Stocker, de son vrai nom). 
Entre 1938 et 1940, il vient à Paris et se lie d’amitié avec le peintre Gustav Bolin qu’il rejoindra, en 1940, à Mirmande dans la Drôme (France) fuyant l’occupation allemande. Il y rencontre notamment le peintre Alexandre Garbell (dit Sacha) avec lequel il gardera contact.
En 1941, pressé par son père qui craint les hostilités de la guerre, il retourne en Suisse et s’établit à Genève. Dans les cafés de la Vieille-Ville fréquentés par les artistes et les intellectuels vivant à Genève, il se lie avec Alberto Giacometti et Roger Montandon. C’est dans un de ces cafés, La Clémence, qu’il présentera à Giacometti Annette Arm qui deviendra la femme de ce dernier en 1943. Rollier épouse Alice Vincent avec laquelle il ne restera marié que deux ans, de 1942 à 1945. 
En 1946, la Galerie Georges Moos organise sa première exposition à Genève, aux côtés d’Arnold d’Alrti. Malgré la vente difficile, il reçoit la reconnaissance de certains artistes reconnus, tels que Tristan Tzara ou Constant Rey-Millet, et rencontre à cette occasion le critique d’art Pierre Courthion qui deviendra un grand ami et admirateur. Il repart à Paris au mois de mai, y fréquente Montparnasse, Saint-Germain-des-Prés et leurs cafés (Les Deux Magots, Le Flore, Le Dôme) où il retrouve Montandon, Giacometti, Tzara, Bolin et Garbell. Il y fait aussi la connaissance de peintres de ce qu’on appelle la nouvelle École de Paris, en particulier Jean Bazaine, Charles Lapicque et Nicolas de Staël, dont il deviendra très proche. Le 5 octobre 1946, Rollier épouse Gisèle Bachmann. Il suit de près le travail de l’artiste Pierre Tal Coat dont il s’intéresse à la démarche d’un certain « retour à l’humain » par l’art préhistorique.
Dès 1948, Rollier prend part au Salon de Mai à Paris et ce pour trois années consécutives. Jusqu’en 1952 il vit entre Genève et Paris où il s’installe à la rue d’Alesia, et passe ses étés à Torre Pellice (Piémont) dans la maison de famille. À Paris, il fréquente Courthion, et de Staël, fait la rencontre de Hans Hartung, de Raoul Dufy, du sculpteur Nino Franchina, du peintre Marie Raymond et exposera notamment à la galerie du Siècle et au Helmhaus (Zurich) pour la Kunstlergemeinschaft « Réveil ». Il se consacre à l’étude de la philosophie de Karl Jasper, de la phénoménologie de Husserl et de la culture byzantine. 

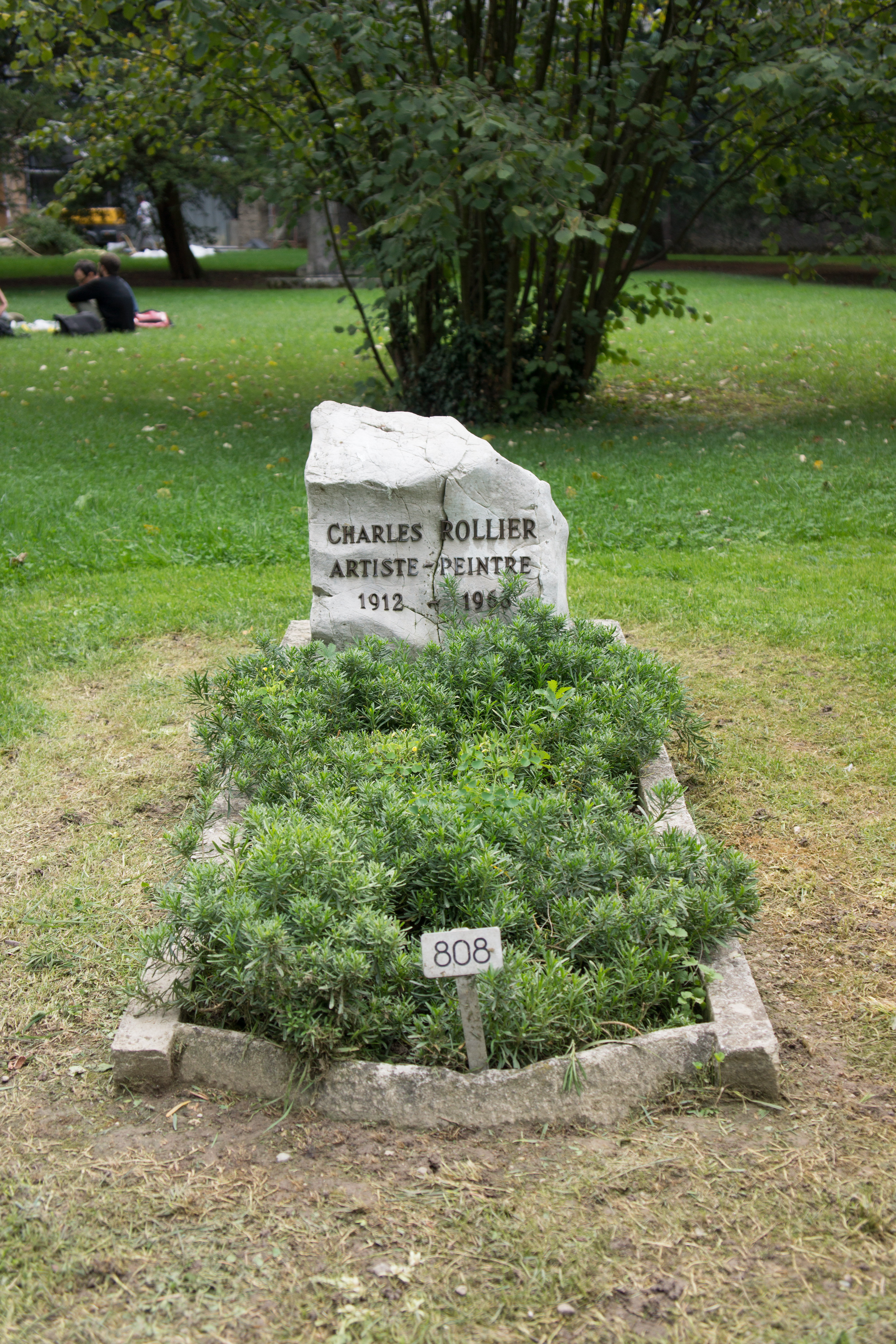
Vue de la sépulture au cimetière des Rois à Genève

En 1952, Rollier se retire définitivement à Genève avec sa femme et ses deux enfants. Il installe son atelier non loin de son logement à Chêne-Bourg. C’est là qu’il produira la majeure partie de son œuvre. Il participe à de nombreuses expositions (galerie Moos, galerie Krugier, galerie Benador et Musée d’art et d’histoire à Genève, galerie Benos, galerie Palette et Kunsthaus à Zürich, Kunsthalle de Berne, galleria del Naviglio à Milan, galerie l’Entracte et Musée des beaux-arts à Lausanne, Musée des beaux-arts de Neuchâtel, Kunstmuseum de Winterthour, Tate Gallery de Londres, Biennale de Venise, Palazzo della Promontrice à Turin mais aussi en Allemagne, au Danemark et au Japon) et montre un intérêt grandissant pour diverses traditions religieuses et philosophiques telles que la pensée Zen, le bouddhisme, le soufisme, le shaktisme, le mysticisme romantique d'Hölderlin, les mystiques chéritiens, le néoplatonisme, et pour les traditions artistiques orientales telles que les arts indiens et chinois (Lobue 1984 ; 1985).
Dès 1955, Rollier trouve son propre langage pictural, original et inclassable. Il réalise l’affiche consacrée à l’Art suisse au XXe siècle, dans le cadre de l’exposition nationale de 1964 où figurent trois de ses toiles. Il est considéré comme un des artistes les plus significatifs du développement des arts suisses depuis le début du siècle. Sa production s’interrompt brusquement le 15 mai 1968 où il meurt d’une crise cardiaque après avoir lu la sentence alors qu'il était chef du jury en Cour d’assises au Palais de justice de Genève.

## Œuvre

### Les débuts et lesaplats de couleurs(jusqu’en 1955)
Le cheminement artistique du peintre Charles Rollier passe par l’expressionnisme, l’influence de Paul Cézanne, pour se convertir à une abstraction par aplats de couleurs qui repose sur des objets-modèles. Son travail se dirige, à la fin des années 1940, vers une figuration plus allusive et une abstraction graphique, résultat d’une recherche « dans le domaine de la transposition colorée de l’espace et [du] problème espace-couleur, lumière-couleur […] » (Lettre de Rollier à Courthion, 1948). 

### Lesbrousailles(1955-1961)
Dès le milieu des années 1950, il adopte un langage pictural sui generis, qu’il décrit comme non-figuratif en opposition à un art abstrait qui n'essaie pas de représenter le monde sensible. La figuration chez Rollier connaîtra de constantes fluctuations. L’Énergie féminine ou l’essence cosmique de la femme qu’il cherchera durant toute sa carrière à représenter picturalement est intrinsèquement liée à la Nature : « D'avoir senti ce "féminin" non comme péché tel qu'il est pensé en Occident, mais au contraire comme "route vers le sacré" ceci est évidemment en interférence avec les philosophies orientales ; seulement cela a pris chez moi comme une "intuition spontanée (Dully) devant la Nature", et a revêtu des formes et un langage totalement personnel. » (Écrits, 1er octobre 1957.) Cette révélation artistique se traduit par un graphisme broussailleux, hautement coloré et de grands formats.
- « La femme n'est pas une tentation mais une rédemption. » (Écrits, août 1958.)

### Lesondoiements(1961-1968)
Dès les années 1960, son langage hachuré s’arrondit et pour prendre la forme de grandes bannières ondoyantes. La figure féminine trans-figurée tournoie dans l’espace. Rollier explore les gammes de couleurs souvent par période. Les années 1966 et 1967 sont dominées par le bleu. On parle à cet égard de la période bleue. Le mouvement ondoyant cesse à quelques reprises durant ces dernières années pour laisser la place à une figuration plus explicite.
- « Cette peinture est basée sur des éléments circulaires et ondoyants directement sentis devant la Beauté resplendissante du corps de la femme. Ces éléments dans leur contexte plastique et coloré tentent d'exprimer une conception attribuant à ce "Féminin" un pouvoir initiatique et sacralisant. Cette peinture n'est donc pas abstraite mais vit sur la fascination de ce symbole-clef » (Écrits, mai 1960.)

- « La peinture n'est pas une laborieuse reconstruction d'une réalité de perception, mais un signe, un symbole d'une image intérieure, laquelle est "l'analogon incarné" de son prototype mental. Ce signe dégage une expression particulière qui est "le thème de méditation" de l'œuvre peinte. L'entité mystique de l'œuvre est ce pouvoir expressif. (Écrits, février 1963.)

- « Toute ma peinture s'organise en fonction de l'expression par le timbre, l'organisation de la couleur et le mouvement circulaire des formes, d'une figure féminine qui se situe dans ma conscience et dont le tableau est la projection. Cette anthropomorphie est très persistante depuis de longues années. Tour à tour cette figure est plus voluptueuse ou plus hiératique, plus concrète ou plus volatile. J'exprime son pouvoir de fascination et surtout d'initiation sotériologique. [...] D'innombrables dessins faits souvent d'après le modèle vivant me permettent d'éprouver réellement la fascination d'un point crucial de la forme du corps, d'où partent en cascade toute l'émotion et son pouvoir cathartique. C'est ce pouvoir salvateur du principe féminin que j'appelle mystique. » (Écrits, 1966.)

### La démarche
Ce qui pourrait sembler être le résultat d’un geste impétueux et hasardeux est le produit d’une longue et méticuleuse recherche de gamme, de composition et de mouvement, attestée par maints dessins et esquisses préparatoires. Les deux phases cardinales de son œuvre s’inscrivent dans une recherche de trans-figuration d’un féminin sacré, sous-tendue par un érotisme transcendantal que l’artiste voulait libérateur.
Son travail artistique s’accompagne d’une recherche philosophique et spirituelle. Sa bibliothèque contient de nombreux ouvrages sur les religions et philosophies de l’Extrême-Orient, du sous-continent indien, de l’Asie centrale et du Moyen-Orien. Rollier peut être considéré à cet égard comme un orientaliste, fasciné par des traditions qui lie l’art et la religion ou plutôt qui font l’art une religiosité. Il explore les productions des civilisations sumérienne, assyrienne, babylonienne, trouve des réponses chez les mystiques chrétiens, tels que Saint Grégoire Palamas ou Denys l'Aréopagite, et dans certaines traditions héritées de l’Inde classique, comme le shaktisme et le bouddhisme tantrique. Il s'inspire de la pensée Zen et de certaines pratiques yogiques. Le travail artistique devient une méditation. C’est avec la découverte de ces diverses traditions qu’il trouve cette justification à l’art qui le préoccupait tant et qu’il ne pouvait envisager au sein du protestantisme dans lequel il avait été éduqué : l’art est un lien avec le sacré qui offre au monde des sens cette dimension subtile qui lui permet de transcender sa condition d’immanence. Dès les années 1950, ses œuvres ne répondent plus qu’à la même ambition : représenter la matrice créatrice et unificatrice, à l’origine de toute chose.
- « Je dis bien "physiologie mystique" ! car peindre des "Archanges Féminin" c'est tout autre chose que de peindre des femmes ! Et c'est tout autre chose que de peindre abstrait ! Là est le point mystérieux et secret !!! » (Écrits, 11 décembre 1961.)

- « Plastiquement ce thème féminin assume toute une gestuelle qui est proprement représentée sur la surface de la peinture par, justement, des signes allusifs (c'est-à-dire non réductibles rationnellement). Cette poétique plastique de l'allusif (agradissement des formes dans l'extase) constitue le corps même de ma peinture, sa dignité symbolique, et manifeste toute la distance qui la sépare de ce qu'il est convenu d'appeler informel, ou rock and roll de la peinture. » (Écrits, [date à préciser].)